# متحف شكي للتاريخ والتراث المحلي
متحف شكي للتاريخ والتراث المحلي (بالأذرية: Şəki Tarix-Diyarşünaslıq Muzeyi) – هو متحف في مدينة شكي في أذربيجان. يحمل المتحف اسم رشيد باي أفاندييف.

## تاريخ المتحف
بني متحف شكي للتاريخ والمحلية في سبتمبر لعام 1925 في مدينة شكي. المبنى الحالي الذي يقع به المتحف منذ 1980 هو مبنى تاريخي تم بناؤه لغرض الثكنات في 1895.
تبلغ مساحة المتحف 924 م2، وتقع قاعات العرض على مساحة 724 متر مربع. يعرض المتحف أكثر من 5000 معروضاً يعكس تاريخ مدينة شكي وثقافتها وإثنوغرافيتها مأكولاتها.
يتكون المتحف من الأقسام التالية:
- قسم الطبيعة
- العصور القديمة
- الأجناس البشرية
- قسم الجمهورية
- المهنيون العلميون والثقافيون والصحيون
- الزراعة
- طاولة شكي وثقافة الطهيّ